# Frank Montgomery Hull
Frank Montgomery Hull (3 novembre 1901 à Coahoma - 19 juillet 1982) est naturaliste américain spécialisé en entomologie, et plus particulièrement en diptérologie.

## Publications
- F.M. Hull, « The Morphology and Inter-relationship of the Genera of Syrphid Flies, Recent and Fossil », Transactions of the Zoological Society of London, vol. 26, no 4,‎ 1949
- F.M. Hull, « Robber flies of the world », Bulletin of the United States National Museum, vol. 224,‎ 1962
- F.M. Hull, « Bee Flies of the World: The Genera of the Family Bombyliidae », Bulletin of the United States National Museum,‎ 1973
- Frank Montgomery Hull, « Exotic forms of syrphid flies », Annals of Carnegie Museum, vol. 27,‎ 1938, p. 121–128 (lire en ligne, consulté le 8 août 2021)